# Последний патрон (фильм, 1973)
«Последний патрон» (рум. Ultimul cartuș) — румынский детективный фильм из цикла приключений комиссара Романа. Сюжет фильма стремительно меняется в середине киноленты, из гангстерского боевика превращаясь в политический детектив. Премьера фильма состоялась 28 мая 1973 года, зрительская аудитория в Румынии составила 5 млн 521 тыс. 968 зрителей. Премьера в Советском Союзе состоялась 26 июня 1975, советская аудитория — 26 млн зрителей.

## Сюжет
Декабрь 1945 года. Как и предсказывал покойный Миклован, на судебном заседании полностью оправдали и отпустили прямо из зала суда негласного короля преступного мира Бухареста — антиквара Константина Семаку. По выражению лица Семаки, сидящего на скамье подсудимых, было ясно, что даже в суде у него всё «схвачено». Комиссар Михай Роман начинает разочаровываться в правовых методах осуществления правосудия. Но в барабане «Смит-Вессона» у умирающего Миклована тогда остался один, последний патрон, и не зря Роман его приберёг. Торжествующий Семака, покидая здание суда, сопровождаемый толпой почитателей, сталкивается на лестнице с мрачным Романом и предлагает тому обставить его дом лучшей мебелью. Но Роман задумчиво молчит и только многозначительно подбрасывает на ладони патрон калибра 38.

## Действующие лица

### Полиция
- Иларион Чобану — Михай Роман, комиссар полиции Бухареста
- Себастьян Папаяни — Оаркэ, брат-близнец мелкого вора-карманника, погибшего в предыдущем фильме

### Бандиты
- Джордже Константин[рум.] — Константин Семака, антиквар, негласный лидер преступного мира
- Коля Рэуту —Бэникэ, подручный Константина Семака
- Амза Пелля — Жан Семака, крупный землевладелец
- Георге Диникэ —Ласкарике, владелец похоронного бюро, психопатический убийца

### Другие
- Марга Барбу — жена Жана Семаки
- Йон Бесою —госсекретарь

## Критика
Это один из эпизодов саги о борьбе, сначала против нацистов-«железногвардейцев» в предвоенной Румынии, затем — против «недобитых фашистов» в Румынии послевоенной. Аристократичного комиссара Миклована из первых эпизодов уже пристрелили, и его место занял пролетарий-выдвиженец комиссар Михай Роман. Фильм, созданный в глухом европейском захолустье, обнаруживает удивительное родство и с «чёрными» американскими фильмами, и с романтическими лентами о французских гангстерах. Проходящая фоном классовая борьба была лишь предлогом для создания отличного «городского вестерна» со вполне ницшеанскими акцентами.— Михаил Трофименков